# Aristide Caradja
Aristide Caradja (28 de septiembre de 1861– 29 de mayo de 1955) fue un entomólogo y abogado rumano.

## Vida
Aristide Caradja nació en 1861 en la familia Caradja, nobles de origen greco-bizantino que habían servido como dignatarios en el Imperio Otomano. Su padre murió en 1887. Aristide se trasladó a Rumanía, en donde hizo la mayor parte de su trabajo allí. En 1893, Caradja publicó su primer papel, en el cual descubrió varias mariposas en Francia y en su área. Entre 1927 y 1939, estudió y coleccionó mariposas en la región del Mar Negro en China. En 1944, donó su obra y colección (conocida como colección Lepidoptera) al Grigore Antipa National Museum of Natural History. Fue elegido miembro titular de la Academia rumana en 1948, poco después de que el régimen comunista llegara al poder. Se jubiló poco después y murió en Bucarest en 1955.